# Seleção Moçambicana de Futebol
A Seleção Moçambicana de Futebol representa Moçambique nas competições de futebol da FIFA. Ela também é filiada à CAF e à COSAFA.

## História
É popularmente designada por "Os Mambas". Não tem alcançado muitos sucessos nas provas internacionais que tem disputado, nunca tendo se classificado para uma Copa do Mundo. Classificou-se cinco vezes para a Copa das Nações Africanas, mas nunca superou a primeira fase.
A primeira partida internacional deu-se em dezembro de 1977, contra a Tanzânia, que saiu vencedora por 2 a 1. Em 1977, disputou um amistoso contra Cuba (primeira seleção não-africana que enfrentou), e perdeu por 2 a 0. Sua maior vitória foi por 6 a 1 contra o Lesoto, em 1980. Neste mesmo ano, sofreu sua maior derrota: 6 a 0 favorável ao Zimbábue.
Na Copa COSAFA, foi finalista nas edições de 2008 e 2015, tendo sido derrotada pelas seleções da África do Sul e Namíbia respectivamente. Além disso, obteve o terceiro lugar em 1997, 2004 e 2009; e o quarto lugar em 2007, 2021 e 2022.
Obteve a medalha de bronze nos Jogos da CPLP de 2010 e a medalha de prata nos Jogos da Lusofonia de 2014.

## Uniformes
| 2006-2010                                                                     | 2006-2010                                                                     | 2006-2010 | 2006-2010 |
| ----------------------------------------------------------------------------- | ----------------------------------------------------------------------------- | --------- | --------- |
| 1º Uniforme                                                                   | 2º Uniforme                                                                   |           |           |
| Cores do Time · Cores do Time · Cores do Time · Cores do Time · Cores do Time | Cores do Time · Cores do Time · Cores do Time · Cores do Time · Cores do Time |           |           |
| Puma                                                                          |                                                                               |           |           |

| 2010-2012                                                                     | 2010-2012                                                                     | 2010-2012 | 2010-2012 |
| ----------------------------------------------------------------------------- | ----------------------------------------------------------------------------- | --------- | --------- |
| 1º Uniforme                                                                   | 2º Uniforme                                                                   |           |           |
| Cores do Time · Cores do Time · Cores do Time · Cores do Time · Cores do Time | Cores do Time · Cores do Time · Cores do Time · Cores do Time · Cores do Time |           |           |
| Puma                                                                          |                                                                               |           |           |

| 2013-presente                                                                 | 2013-presente                                                                 | 2013-presente | 2013-presente |
| ----------------------------------------------------------------------------- | ----------------------------------------------------------------------------- | ------------- | ------------- |
| 1º Uniforme                                                                   | 2º Uniforme                                                                   |               |               |
| Cores do Time · Cores do Time · Cores do Time · Cores do Time · Cores do Time | Cores do Time · Cores do Time · Cores do Time · Cores do Time · Cores do Time |               |               |
| Lacatoni                                                                      |                                                                               |               |               |

## Recordes
- Atualizado até 19 de novembro de 2024[carece de fontes?]

Jogadores em negrito ainda em atividade pela Seleção Moçambicana.
| #  | Jogador          | Partidas | Gols | Em atividade |
| -- | ---------------- | -------- | ---- | ------------ |
| 1  | Domingues        | 118      | 17   | 2004–        |
| 2  | Tico-Tico        | 94       | 30   | 1992–2010    |
| 3  | Miró             | 84       | 8    | 2004–2015    |
| 4  | Edson Mexer      | 70       | 3    | 2007–        |
| 5  | Sérgio Faife     | 67       | 5    | 1992–2008    |
| 6  | João Kapango     | 66       | 0    | 1996–2012    |
| 6  | Nana             | 66       | 5    | 1988–1999    |
| 8  | Zainadine Júnior | 64       | 1    | 2008–        |
| 9  | Momed Hagi       | 62       | 3    | 2005–2015    |
| 10 | Telinho          | 61       | 4    | 2011–        |
| 11 | Jossias Macamo   | 60       | 7    | 1996–2005    |

| #  | Jogador          | Gols | Partidas | Média por jogo | Em atividade |
| -- | ---------------- | ---- | -------- | -------------- | ------------ |
| 1  | Tico-Tico        | 30   | 94       | 0.32           | 1992–2010    |
| 2  | Domingues        | 17   | 118      | 0.14           | 2004–        |
| 3  | Dário Monteiro   | 16   | 48       | 0.33           | 1996–2011    |
| 4  | Chiquinho Conde  | 12   | 43       | 0.28           | 1985–2001    |
| 5  | Gil Guiamba      | 11   | 22       | 0.5            | 1980–1983    |
| 6  | Geny Catamo      | 10   | 33       | 0.3            | 2019–        |
| 6  | Arnaldo Ouana    | 10   | 37       | 0.27           | 1987–1999    |
| 8  | Stanley Ratifo   | 9    | 40       | 0.23           | 2017–        |
| 8  | Luís Miquissone  | 9    | 9        | 0.19           | 2015–        |
| 8  | Clésio           | 9    | 52       | 0.17           | 2004–        |
| 11 | Miró             | 8    | 84       | 0.1            | 2004–2015    |
| 12 | Adelino Neves    | 7    | 19       | 0.37           | 1989–1997    |
| 12 | Nuro Tualibudane | 7    | 21       | 0.33           | 1994–2001    |
| 12 | Sonito           | 7    | 35       | 0.2            | 2008–2017    |
| 12 | Jossias Macamo   | 7    | 60       | 0.12           | 1996–2005    |

## Treinadores
| - Cremildo Loforte (–1980) - / Manaca (1986) - João Carlos (1987) - Rui Caçador (1988) - José Geneto (1989–1991) - José Castro (1991) - Mário Coluna (1992–1993) - Viktor Bondarenko (1993–1995) - Rui Caçador (1996) - Arnaldo Salvado (1996–1998) - Euroflim da Graça (1999) - Arnaldo Salvado (1999–2000) - Augusto Matine (2001–2002) | - Viktor Bondarenko (2003) - Ayman El Yamani (2004–2005) - / Artur Semedo (2003–2006) - Mart Nooij (2007–2011) - Gert Engels (2011–2013) - João Chissano (2013–2015) - Hélder Muianga (2015) - Boris Pušić (2015) - Abel Xavier (2016–2019) - Victor Matine (2019) - Luís Gonçalves (2019–2021) - Horácio Gonçalves (2021) - Chiquinho Conde (2021–) |

## Campanhas de destaque
- Copa COSAFA
  - 3º lugar: 1997, 2004, 2009
  - 4º lugar: 2007 , 2022

- Jogos da CPLP
  - Medalha de bronze - 2010

- Jogos da Lusofonia
  - Medalha de prata - 2014